# Wiking (film 1928)
Wiking (ang. The Viking) – amerykański film przygodowy z 1928 roku w reżyserii Roya Williama Neilla. Jest to pierwszy pełnometrażowy film wytwórni MGM zrealizowany w Technicolorze (tzw. III proces) oraz ze ścieżką dźwiękową, ale bez dialogów. Jego fabuła oparta jest na powieści The Thrall of Leif the Lucky Ottilie A. Liljencrantz z 1902 roku.

## Obsada
- Donald Crisp jako Leif Eriksson
- Pauline Starke jako Helga Nillson
- LeRoy Mason jako Alwin
- Anders Randolf jako Eryk Rudy
- Richard Alexander jako Sigurd
- Harry Woods jako Egil
- Albert MacQuarrie jako Kark
- Roy Stewart jako król Olaf
- Torben Meyer jako Odd
- Claire McDowell jako Lady Editha
- Julia Swayne Gordon jako Thorhild

## Fabuła
Podczas ataku wikingów zostaje uprowadzony angielski hrabia, Lord Alwin i przewieziony do Norwegii jako niewolnik. Tam kupuje go Helga Nillson i przekazuje pod opiekę Leifa Erikssona. Ponieważ hrabia okazuje się wyjątkowo nieznośnym niewolnikiem, jeden z marynarzy, Egil postanawia go zabić, ale zostaje powstrzymany przez Helgę. Wtedy Alwin wyzywa go na pojedynek i pokonuje. Ponieważ łaskawie daruje pokonanemu życie, Helga zgadza się żeby dołączył do wyprawy Leifa.
Eriksson z poparciem króla Olafa, pierwszego chrześcijańskiego władcy Norwegii, wyrusza na poszukiwania lądów znajdujących się na zachód od Grenlandii, którą odkrył jego ojciec Eryk Rudy. Kiedy Leif przypływa na wyspę, by uzupełnić zapasy Eryk błogosławi jego związek z Helgą. Jednakże kiedy dowiaduje się, że jest on chrześcijaninem wypiera się go i odmawia udzielenia pomocy. Dochodzi do walki, podczas której Leif nakazuje Alwinowi za wszelką cenę zabrać zapasy. Na pokład przypadkowo dostaje się również Helga.
Po opuszczeniu Grenlandii Alwin i Helga wyznają sobie miłość. Nieświadomy ich związku Leif oświadcza, że wkrótce ją poślubi. Tymczasem Egil staje na czele buntu załogi, która nie chce płynąć na nieznane wody. Postanawia zabić Erikssona podczas ceremonii zaślubin, jednakże w ostatniej chwili jego plan udaremnia Alwin, który osłania go własnym ciałem i sam zostaje zraniony nożem. Leif zabija buntownika i zamierza to samo zrobić z Alwinem, kiedy dowiaduje się o jego związku z Helgą. Ostatecznie okazuje mu łaskę z powodu swoich chrześcijańskich przekonań. W tym momencie na horyzoncie pojawia się ziemia, a bunt zostaje zażegnany.
Leif ustawia na lądzie prowizoryczny krzyż oraz wznosi kamienną wieżę, która ma do dziś stać w Newport na Rhode Island.

## Produkcja
Wiking był pierwszym pełnometrażowym filmem wytwórni MGM zrealizowanym w całości w Technicolorze. Film w dużej mierze został sfinansowany oraz wyprodukowany także przez przedsiębiorstwo Technicolor Motion Picture Corporation, które chciało w ten sposób zademonstrować możliwości swojej techniki barwienia filmu.
Sam film został uznany za najpiękniejszy jaki powstał w owym czasie, ale ponieważ skupiono się głównie na efektach, ucierpiał na tym scenariusz oraz reżyseria. Fabułę oparto na powieści Ottilie A. Liljencrantz, The Thrall of Leif the Lucky z 1902 roku, opowiadającej o przygodach Leifa Erikssona i jego towarzyszy.
W 1930 roku wytwórnia MGM ponownie wydała film jako musical pod tytułem The Private Life of Leif Ericson.